# Дистанционно-ограниченные протоколы
Дистанционно-ограниченные протоколы (англ. Distance-bounding protocols) — криптографический протоколы аутентификации, основанные на определении расстояния между взаимодействующими лицами. Впервые протокол был разработан Стефаном Брандсом (англ. Stefan Brands) и Дэвидом Чаумом (англ. David Chaum) в 1993 году.
Основная идея заключается в достоверности знаний доказывающего участника («Prover»), путем проверки подлинности этих знаний проверяющим участником («Verifier») и в необходимости, что доказывающий участник находится на расстоянии от проверяющего, не более определенного.
Данные протоколы позволяют предотвратить такие виды криптографических атак на RFID-системы, как: атака посредника; обман, выполненный мафией; обман, выполненный террористами; мошенничество с расстоянием.

## Описание

### Протокол Брандса-Чаума

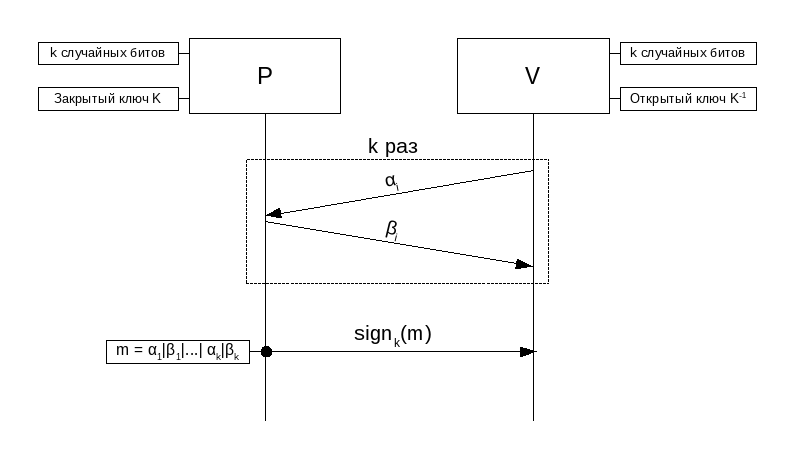

Идея дистанционно-ограниченного протокола Брандсона-Чаума основана на принципе «вызов-ответ». Пусть имеется два участника: {\displaystyle P} -  доказывающая сторона, которая доказывает свое знание секрета. {\displaystyle V} - проверяющая сторона, которая проверяет подлинность этого секрета. Перед обменом сообщений, стороны {\displaystyle V} и {\displaystyle P} генерируют случайную последовательность {\displaystyle k}-бит, {\displaystyle \alpha =(\alpha _{1},...,\alpha _{k})} и {\displaystyle \beta =(\beta _{1},...,\beta _{k})} соответственно. Параметр {\displaystyle k} является секретным параметром протокола. Данный протокол разбивается на две части:
- Сначала происходит {\displaystyle k} мгновенных обменов битами  - сторона {\displaystyle P} после получение бита {\displaystyle \alpha _{i}} от {\displaystyle V} отправляет ответный бит {\displaystyle \beta _{i}} незамедлительно(«low-level distance-bounding exchange»).

- После этого {\displaystyle P} отправляет сообщение {\displaystyle m=\alpha _{1}|\beta _{1}|...|\alpha _{k}|\beta _{k}} с его секретным ключом стороне {\displaystyle V}. Далее проверяющая сторона {\displaystyle V} с помощью протокола идентификации проверяет достоверность секрета, а также вычислить расстояние(«upper-bound distance») между участниками {\displaystyle L=max_{k}(t_{i})}, где {\displaystyle t_{i}}- время между отправлением {\displaystyle \alpha _{i}} бита и получением {\displaystyle \beta _{i}}.

Данный протокол предотвращает обман, выполненный мафией с вероятностью {\displaystyle {\frac {1}{2^{k}}}}.

#### Измененная версия протокола Брандса-Чаума

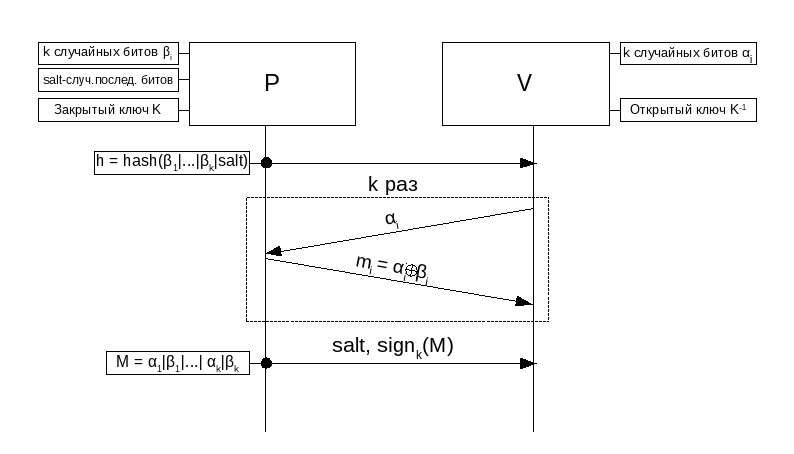

При реализации протокола Брандсона-Чаума в случае когда, сторона {\displaystyle P} знает через какое время придет следующий {\displaystyle \alpha _{i}} бит, ответный {\displaystyle \beta _{i}} бит стороне {\displaystyle V}  может отослать заранее, тем самым, совершив мошенничество с расстоянием между участниками.
Один из вариантов предотвращении данного обмана, заключается в случайном изменении времени отправления бита стороной {\displaystyle V}.
Другой вариант - это измененная версия протокола Брандсона-Чаума, предотвращающая сразу два вида мошенничества. Как и в основной версии, обе стороны генерируют случайную последовательность {\displaystyle k}-бит. При {\displaystyle k} мгновенных обменов битами сторона {\displaystyle V} отсылает {\displaystyle \alpha _{i}} бит стороне {\displaystyle P}, в свою очередь, сторона {\displaystyle P} отсылает бит {\displaystyle m_{i}=\beta _{i}\oplus \alpha _{i}} стороне {\displaystyle V}. После обмена, сторона {\displaystyle P} должна отправить биты {\displaystyle \beta =(\beta _{1},...,\beta _{k})} с секретным ключом стороне {\displaystyle V}по защищенному протоколу. Сторона  {\displaystyle V} проверяет равенство {\displaystyle \beta _{i}=m_{i}\oplus \alpha _{i},\forall i={\overline {1,k}}} и после этого с помощью протокола идентификации проверяет достоверность секрета. 
Недостаток протокола в том, что он не обрабатывает ошибки, связанные с потерей бита при обмене.

### Протокол Ханке-Куна

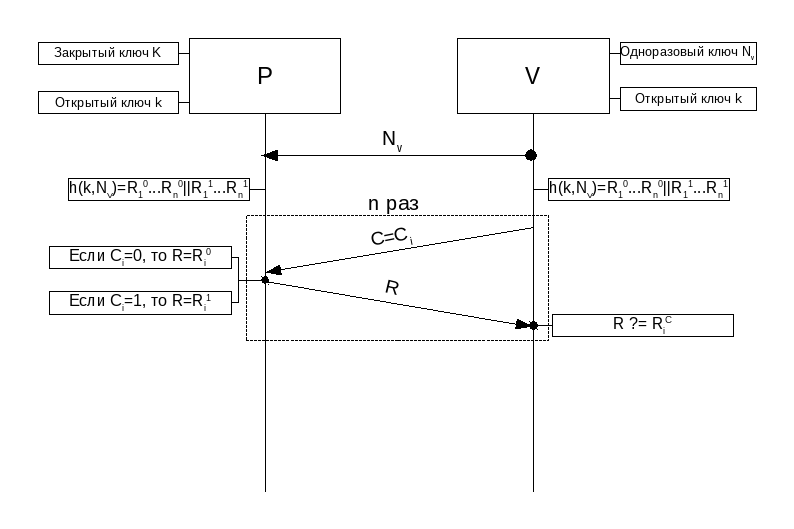

В 2005 году Герхард Ханке(англ. Gerhard P. Hancke) и Маркус Кун(англ. Markus G. Kuhn) предложили свою версию дистанционно-ограниченного протокола, широко применяемая в RFID-системах.
Пусть имеются две стороны: {\displaystyle V} («RFID-reader») и {\displaystyle P} («RFID-token»). Сторона {\displaystyle V} генерирует случайным образом одноразовый ключ {\displaystyle N_{v}} и отправляет стороне {\displaystyle P}. Использовав псевдослучайную функцию (MAC или криптографическую хеш-функцию) обе стороны генерируют последовательность бит: {\displaystyle h(k,N_{v})=R^{0}||R^{1}},где {\displaystyle R^{0}=(R_{1}^{0},...,R_{n}^{0}),R^{1}=(R_{1}^{1},...,R_{n}^{1})}, a {\displaystyle k} - секретный ключ, известный обеим сторонам.
После этого, начинается серия из {\displaystyle n} мгновенных обменов битами между двумя сторонами: сгенерированное случайным образом стороной {\displaystyle V} бит {\displaystyle C_{i}}(«отклик») отправляется стороне {\displaystyle P}, при этом, если бит {\displaystyle C_{i}=0}, то сторона {\displaystyle P}  отправляет в ответ бит {\displaystyle R_{i}^{0}}, в противном случае, бит {\displaystyle R_{i}^{1}}. Сторона {\displaystyle V} же проверяет полученный бит на равенство со своим битом {\displaystyle R_{i}^{C_{i}}}, а также для каждого {\displaystyle i} вычисляет расстояние {\displaystyle d'} между {\displaystyle P} и {\displaystyle V}, и проверяет, чтобы {\displaystyle d'<d}, где {\displaystyle d'={\frac {c*t_{m}}{2}}} , {\displaystyle t_{m}}- время между обменом битами, {\displaystyle c} - скорость света, {\displaystyle d} - фиксированная величина.
Если сторону {\displaystyle V} удовлетворяют условия, то обмен считается успешным.
Вероятность атаки выполненной мафией и обмана с расстоянием при использовании данного протокола равна {\displaystyle \left({\frac {3}{4}}\right)^{n}}.
Также, на основе данного протокола, был создан протокол Ту-Пирамуту(англ. Tu-Piramuthu), который снижает вероятность успешной атаки до {\displaystyle {\frac {9}{16}}} (для одного обмена битами).
Недостатком протокола является потеря производительности при передаче подписанного сообщения, так как из-за возможности потери битов вследствие шума, сообщение нельзя послать через канал быстрого обмена битами.

### Протокол Мунильи-Пейнадо
Для уменьшения вероятности мошенничества, на основе протокола Ханке-Куна, в 2008 году Ортиз Мунилья(англ. Ortiz Munilla) и Пейнадо(англ. Peinado) создали свою версию дистанционно-ограниченного протокола. Главной особенностью протокола является возможность обнаружения атаки вовремя обмена битов. Обмен битами разбивается на две категории:
- Полный отклик («full challenge») - стандартный обмен битами.
- Пустой отклик («void challenge») - никакого обмена битами не происходит.

Стороны {\displaystyle P} и {\displaystyle V} заранее договариваются, на какой итерации произойдет пустой отклик. Если во время пустого отклика, сторона {\displaystyle P} получает бит {\displaystyle 0} или {\displaystyle 1}, то {\displaystyle P} заключает, что протокол ненадежный.
Перед началом медленной фазы стороны разделяют секрет {\displaystyle x}, получают секретный ключ протокола {\displaystyle n} и псевдослучайную функцию {\displaystyle H}, выдающую случайную последовательность бит размера {\displaystyle 4n}, и устанавливают временной порог одиночного обмена битами {\displaystyle \Delta t_{max}}.
Далее, в медленной фазе, стороны {\displaystyle P} и {\displaystyle V} после генерации одноразовых ключей {\displaystyle N_{p}} и {\displaystyle N_{v}}, соответственно, обмениваются этими ключами, для вычисления {\displaystyle H^{4n}=H(x,N_{p},N_{v})}. Получившаяся последовательность {\displaystyle 4n}-бит разбивается на последовательность {\displaystyle R^{0}=(H_{1},...,H_{2n})} размера {\displaystyle 2n} бит,  {\displaystyle R^{1}=(H_{2n+1},...,H_{3n})}и {\displaystyle R^{2}=(H_{3n+1},...,H_{4n})} по {\displaystyle n} бит каждый. Бит {\displaystyle T_{i}} устанавливает, какой отклик вовремя быстрой фазы будет пустым или полным: если {\displaystyle H_{2i-1}H_{2i}=00}, {\displaystyle 01} или {\displaystyle 10}, то {\displaystyle T_{i}=0} - пустой отклик, в противном случае {\displaystyle T_{i}=1} - полный отклик, где биты {\displaystyle H_{2i-1}H_{2i}\subset R_{0}}.
После этого, в быстрой фазе, происходит аналогичный обмен битами, с помощью последовательностей {\displaystyle R_{1}} и {\displaystyle R_{2}}, как и в протоколе Ханке-Куна. В конечном итоге, если сторона {\displaystyle P} считает протокол надежным, то она отправляет {\displaystyle H(x,R^{1},R^{2})} стороне {\displaystyle V}.
Вероятность успешной криптоатаки равна {\displaystyle p=\left({\frac {5}{8}}\right)^{n}}.
Недостатком протокола является сложная реализация трех (физических) состояний протокола.

### Протокол Хитоми
В 2010 году Педро Перис-Лопес (исп. Pedro Peris-Lopez), Хулио Эрнандес-Кастро (исп. Julio C. Hernandez-Castro) и др. на основе протокола «Швейцарского-ножа» создали протокол Хитоми. Протокол обеспечивает аутентификацию между считывателем и передатчиком и гарантирует конфиденциальность.
Протокол разбивается на 3 части: две медленные фазы - подготовительная и финальная; и быстрая фаза - быстрый обмен битами между считывателем {\displaystyle R}  (он же {\displaystyle V}) и передатчиком  {\displaystyle T}  (он же {\displaystyle P}).
В ходе подготовительной фазы {\displaystyle R} выбирает случайное число {\displaystyle N_{R}} и отравляет его стороне {\displaystyle T}. После этого, {\displaystyle T} генерирует 3 случайных числа {\displaystyle N_{T_{1}}}, {\displaystyle N_{T_{2}}}, {\displaystyle N_{T_{3}}}и вычисляет временные ключи {\displaystyle k_{1}=F_{x}(N_{R},N_{T_{1}},W)} и {\displaystyle k_{2}=F_{x}(N_{T_{2}},N_{T_{3}},W')}, где {\displaystyle F_{x}(\bullet )}- псевдослучайная функция, зависящая от секретного ключа {\displaystyle x}, а {\displaystyle W} и {\displaystyle W'} два постоянных параметра. Далее, постоянный секретный ключ {\displaystyle x} разделяется на два регистра {\displaystyle R^{0}=k_{1}} и {\displaystyle R^{1}=k_{2}\oplus x}. И в завершении фазы, {\displaystyle T} отправляет стороне {\displaystyle R}  числа {\displaystyle N_{T_{1}}}, {\displaystyle N_{T_{2}}}, {\displaystyle N_{T_{3}}}.
Дальше наступает фаза из {\displaystyle n} быстрых обменов битами: на {\displaystyle i} итерации, {\displaystyle R} генерирует случайный бит {\displaystyle c_{i}} и отравляет {\displaystyle T}, зафиксировав, при этом, время {\displaystyle t_{1}}. Сторона {\displaystyle T} получает бит {\displaystyle c_{i}'}, который может не равняться биту {\displaystyle c_{i}}, из-за ошибок в канале связи или стороннего вмешательства. В ответ, {\displaystyle T} отправляет бит {\displaystyle r_{i}=R_{i}^{c_{i}}}, и незамедлительно, после получение бита {\displaystyle r_{i}'}, который не обязан равняться {\displaystyle r_{i}}, сторона {\displaystyle R} фиксирует время {\displaystyle t_{2}} и вычисляет время {\displaystyle \Delta t_{i}=t_{2}-t_{1}}.
В финальной фазе, {\displaystyle T} отправляет сообщение {\displaystyle m=(c_{1}',...,c_{n}',r_{1}',...,r_{n}')} и {\displaystyle T_{B}=F_{x}(m,ID,N_{R},N_{T_{1}},N_{T_{2}},N_{T_{3}})} стороне {\displaystyle R}, где {\displaystyle ID} - уникальный идентификатор передатчика. В конечном итоге,  {\displaystyle R} разбивает ошибки на три типа:
- {\displaystyle c_{i}\neq c_{i}'}
- {\displaystyle c_{i}=c_{i}'}, но {\displaystyle r_{i}\neq R_{i}^{c_{i}}}
- {\displaystyle c_{i}=c_{i}'}, но {\displaystyle \Delta t_{i}>t_{max}}

Если суммарное количество ошибок удовлетворяет начальным условиям стороны {\displaystyle R}, и, в случае необходимости аутентификации, стороне {\displaystyle T} удовлетворяет число {\displaystyle T_{A}=F_{x}(N_{R},k_{2})} , полученное от {\displaystyle R}, то протокол является надежным для обмена.
Вероятность криптоатаки выполненной мафией или мошенничества с расстоянием {\displaystyle p=\left({\frac {1}{2}}\right)^{n}}.